# Pterolophia multisignata
Pterolophia multisignata är en skalbaggsart som beskrevs av Maurice Pic 1934. Pterolophia multisignata ingår i släktet Pterolophia och familjen långhorningar. Inga underarter finns listade i Catalogue of Life.